# Цикаридзе, Тенгиз
Тенгиз Цикаридзе (груз. თენგიზ წიქარიძე; 21 декабря 1995, Гори, Грузия) — грузинский футболист, полузащитник.

## Биография
Воспитанник клуба «Дила», в составе которого дебютировал в чемпионате Грузии в сезоне 2013/14, сыграв 6 матчей. В следующем сезоне вместе с командой стал чемпионом Грузии. Летом 2015 года был взят в аренду на полгода клубом «Шукура», в составе которого провёл 9 матчей и забил 3 гола, после чего вернулся в «Дилу». В 2018 году подписал контракт с «Торпедо» Кутаиси, где за полтора сезона стал обладателем Кубка и дважды Суперкубка Грузии. По ходу сезона 2019 ненадолго вернулся в «Дилу». В 2020 году выступал за клуб «Чихура».
В январе 2021 года Цикаридзе подписал контракт с российским клубом «Томь». Дебютировал за команду в первенстве ФНЛ 27 февраля в выездном матче против «Алании», в котором был заменён на 40-й минуте.

## Достижения
«Дила»
- Чемпион Грузии: 2014/15

«Торпедо» Кутаиси
- Обладатель Кубка Грузии: 2018
- Обладатель Суперкубка Грузии: 2018, 2019